# Wereldkampioenschappen schaatsen afstanden 2021 - 5000 meter vrouwen
De 5000 meter vrouwen op de wereldkampioenschappen schaatsen afstanden 2021 werd gereden op zondag 14 februari 2021 in het ijsstadion Thialf in Heerenveen, Nederland.
Titelverdediger was Natalja Voronina, die tweede werd achter Irene Schouten. De derde plaats was voor Carlijn Achtereekte.

## Uitslag
| #      | Schaatser              | Land                  | Tijd       |
| ------ | ---------------------- | --------------------- | ---------- |
| Goud   | Irene Schouten         | Nederland             | 6.48,53 pr |
| Zilver | Natalja Voronina       | Russian Skating Union | 6.50,99    |
| Brons  | Carlijn Achtereekte    | Nederland             | 6.52,22    |
| 4      | Isabelle Weidemann     | Canada                | 6.56,18    |
| 5      | Martina Sáblíková      | Tsjechië              | 6.57,67    |
| 6      | Ragne Wiklund          | Noorwegen             | 6.58,76 pr |
| 7      | Valérie Maltais        | Canada                | 7.05,83    |
| 8      | Marina Zoejeva         | Wit-Rusland           | 7.05,95    |
| 9      | Francesca Lollobrigida | Italië                | 7.07,48 pr |
| 10     | Claudia Pechstein      | Duitsland             | 7.09,17    |
| 11     | Nadezjda Morozova      | Kazachstan            | 7.23,59    |
| 12     | Anastasija Grigorjeva  | Russian Skating Union | 7.23,87 pr |

1996 · 
1997 · 
1998 · 
1999 · 
2000 · 
2001 · 
2003 · 
2004 · 
2005 · 
2007 · 
2008 · 
2009 · 
2011 · 
2012 · 
2013 · 
2015 · 
2016 · 
2017 · 
2019 · 
2020 · 
2021 · 
2023 · 
2024 · 
2025